# Mantispa lobata
Mantispa lobata är en insektsart som beskrevs av Navás 1912. Mantispa lobata ingår i släktet Mantispa och familjen fångsländor. Inga underarter finns listade i Catalogue of Life.